# 冨士井金雪
冨士井 金雪（ふじい かねゆき、1943年10月10日 - 1990年6月13日）は、三重県度会郡二見町（現・伊勢市）出身の元ボクサー、ボクシング指導者、高校野球指導者。

## 来歴
中学卒業後に神鋼電機に勤めながら定時制の伊勢実業高等学校（現・三重県立伊勢まなび高等学校）に通ったが、2年の時に中退し、名古屋市のボクシングジムに入る。だが、わずか2年で伊勢実業に復学し6年かけて高校を卒業した。その後、国士舘大学に進み、元来はボクシング選手であるにもかかわらず陸上競技部にも在籍した。
26歳で大学を卒業後、三重県内の小学校や中学校で教員経験を積み、1974年、三重県内でボクシング部のあった三重県立明野高等学校のボクシング部監督に就任。地元で開催された1975年の三重国体では、ボクシングの監督として明野高校のメンバーを中心に結成されたボクシング三重県代表チームを優勝に導いた。
ボクシング部での指導実績が買われ、野球のプレー経験がないまま1978年に明野高校の野球部監督に就任。就任3年目の1980年に三重大会で名張桔梗丘高校を破り、甲子園出場を果たした。以後、昭和が終わるまでの8年間に春3回，夏5回の出場を果たし、黄金時代を築いた。
1986年夏の甲子園で池田高校（徳島県）を初戦で破り2回戦で甲西高校（滋賀県）に10-2と大勝し、3回戦で強豪・松山商業（愛媛県）との打ち合いの末に5-8で敗れたが、明野高校の甲子園での最高成績を記録した。この試合で控えだった大道典良と翌年に入学した広沢好輝が冨士井の教え子で、プロ野球選手となった。また大道と中軸を打った奥野博之はその後、共学化して間もない折尾愛真高校を指導して甲子園出場を果たした。
長いもみあげと角刈りの髪型、面長の風貌、若手の熱血監督（甲子園出場当時36～44歳）だった事から「ルパン」の愛称で親しまれた。農業高校（明野高校には1980年代当時、農業学科と家庭学科しかなかった）というハンディを背負いながら、小学校、中学校の教員時代に培った人脈を活かし、選手獲得には恵まれていたと伝わる。
1990年6月9日、「部員の就職や進学、レギュラー起用などを巡って、父母から金銭を受け取っていた」という嫌疑が浮上し、業務上横領罪の疑いで、三重県警捜査二課に任意で事情聴取される。銀行口座の預金について厳しく追及され、取り調べの最中に膝や胴などを蹴られる暴力を受けていた。そして4日後の6月13日、自宅近くの「津リバーサイドゴルフクラブ」（津市栗真町屋町）にあるネット支柱で、電気コードで首を吊って自殺しているのが見つかった。

## 甲子園での監督成績
- 春：出場3回・2勝3敗
- 夏：出場5回・2勝5敗
- 通算：出場8回・4勝8敗